# Yenicehisar, Giresun
Yenicehisar là một xã thuộc huyện Giresun, tỉnh Giresun, Thổ Nhĩ Kỳ. Dân số thời điểm năm 2011 là 414 người.